# Olotipo

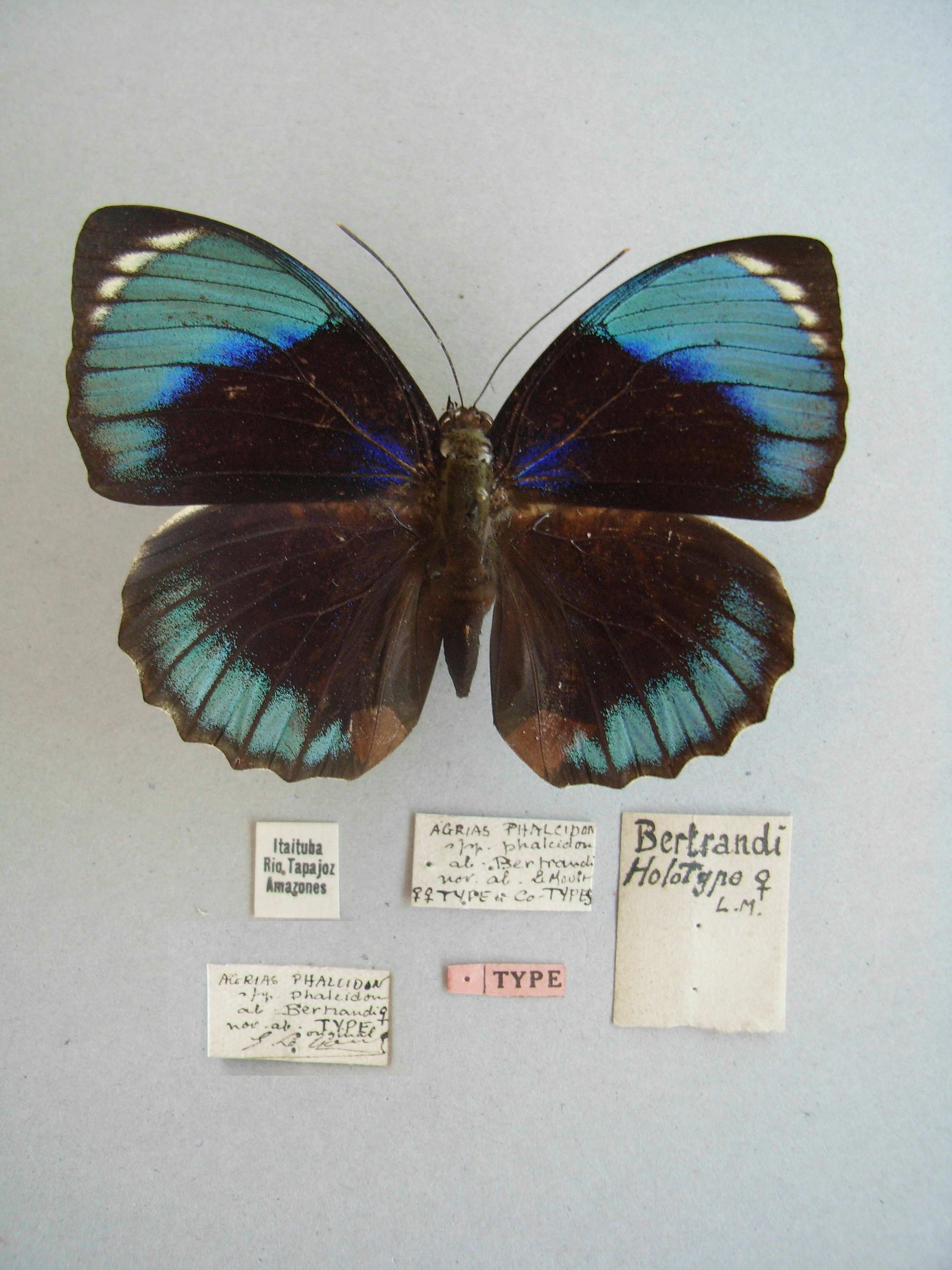
Esempio di olotipo

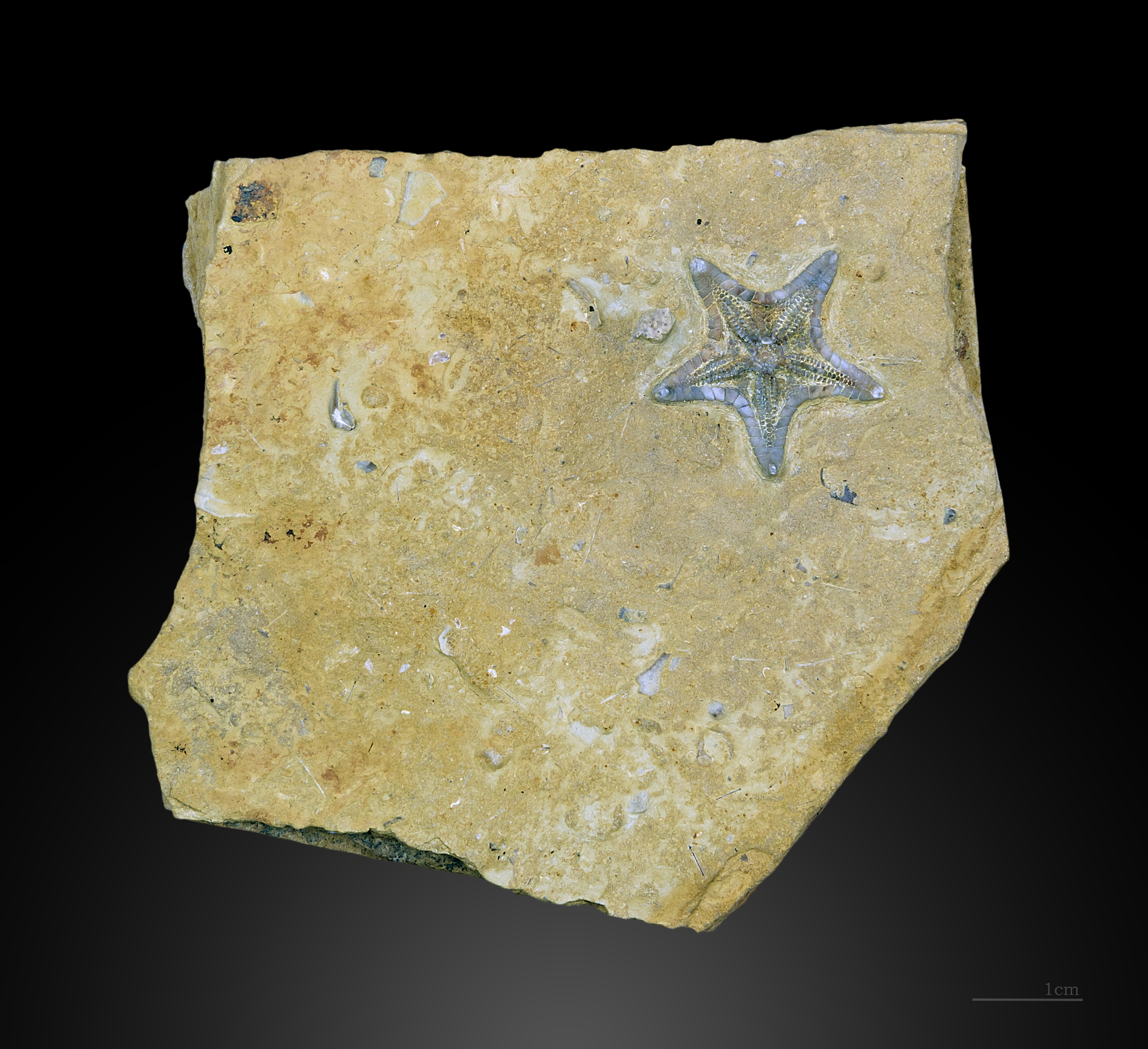
Olotipo di Marocaster coronatus

L'olotipo è l'esemplare su cui si basa la descrizione originale di una specie biologica o mineralogica.

## Zoologia
Il codice internazionale di nomenclatura zoologica stabilisce che può chiamarsi olotipo solo l'esemplare indicato nella descrizione originale (73.1.2) e raccomanda, tra l'altro, che l'autore della descrizione di una nuova specie indichi il suo olotipo in modo che faciliti il suo successivo riconoscimento (raccomandazione 73A), dando la preferenza a un esemplare direttamente studiato e non soltanto noto all'autore per descrizioni o illustrazioni (73B).
L'olotipo dovrebbe essere conservato in luoghi in cui sia disponibile per essere esaminato dagli studiosi (normalmente in un museo).
Anche se l'esemplare usato come olotipo andasse distrutto o risultasse irreperibile, la designazione come olotipo resterebbe valida (73.1.4). In questo caso può essere designato anche un neotipo (75.3.4).

## Mineralogia
In ambito mineralogico l'olotipo è il campione di minerale sul quale sono stati effettuati gli studi necessari per caratterizzare una nuova specie mineralogica. In base alle regole dell'Associazione Mineralogica Internazionale (IMA) l'olotipo deve essere depositato dagli autori presso un museo o un'altra istituzione simile per poter essere riesaminato in caso di imprecisioni o mancanze nelle analisi originali.